# Anthesterion
Anthesterion (altgriechisch Ἀνθεστηριών, „Blütenmond“) war ein Monat in mehreren antiken griechischen Kalendern, die auf dem ionischen Kalender fußen. 
Im attischen Kalender war Anthesterion der achte, in späteren Zählungen der sechste Monat des Jahres nach dem Gamelion und vor dem Elaphebolion. Im julianischen Kalender entspricht ihm ungefähr der Monat Februar. Der Name wird auf Anthesteria, ein dreitägiges vom 11. bis zum 13. Anthesterion verrichtetes Fest für den Gott Dionysos, zurückgeführt. Weitere Feste im attischen Kalender waren die kleinen Mysterien von Eleusis, deren genaues Datum schwankte, und das Fest Diasia für Zeus Meilichios am 23. Anthesterion.
Inschriftlich ist der Monatsname für Olbia, Paros, Tenos, Amorgos, Samos, Erythrai, Smyrna, Priene, Chios, Apollonia, Kyzikos und Ephesos bezeugt, wo überall eine Form des ionischen Kalenders genutzt wurde. Zudem wurde der Monatsname in der Stadt Halikarnassos genutzt, in der als dorische Apoikia der dorische Kalender in Gebrauch war.